# Coua cursor
Coua cursor là một loài chim trong họ Cuculidae.